# ATC A07 – Hasmenésgátlók és a bél gyulladásos megbetegedéseinek gyógyszerei
Az ATC A07 – Hasmenésgátlók és a bél gyulladásos megbetegedéseinek gyógyszerei a gyógyszerek anatómiai, gyógyászati és kémiai osztályozási rendszerének (ATC) egyik alcsoportja.
| ATC A   | Tápcsatorna és anyagcsere                                                      |
| ------- | ------------------------------------------------------------------------------ |
| ATC A01 | Sztomatológiai készítmények                                                    |
| ATC A02 | Gyomorsavval kapcsolatos betegségek kezelésére szolgáló szerek                 |
| ATC A03 | Funkcionális emésztőszervi rendellenességek gyógyszerei                        |
| ATC A04 | Hányáscsillapítók és émelygés elleni szerek                                    |
| ATC A05 | Epe- és májterápia                                                             |
| ATC A06 | Hashajtók                                                                      |
| ATC A07 | Hasmenésgátlók és a bél gyulladásos / fertőzéses megbetegedéseinek gyógyszerei |
| ATC A08 | Fogyasztószerek a diétás készítmények kivételével                              |
| ATC A09 | Digesztívumok, beleértve az enzimeket                                          |
| ATC A10 | Antidiabetikus terápia                                                         |
| ATC A11 | Vitaminok                                                                      |
| ATC A12 | Ásványi sók                                                                    |
| ATC A13 | Roborálószerek                                                                 |
| ATC A14 | Szisztémás anabolikumok                                                        |
| ATC A15 | Étvágyjavítók                                                                  |
| ATC A16 | A tápcsatorna és az anyagcsere egyéb gyógyszerei                               |

## A07A Bélfertőtlenítők

### A07AA Antibiotikumok
| A07AA01 | Neomicin                    | Neomycin                    |
| A07AA02 | Nisztatin                   | Nystatin                    |
| A07AA03 | Natamicin                   | Natamycin                   |
| A07AA04 | Sztreptomicin               | Streptomycin                |
| A07AA05 | Polimixin B                 | Polymyxin B                 |
| A07AA06 | Paromomicin                 | Paromomycin                 |
| A07AA07 | Amfotericin B               | Amphotericin B              |
| A07AA08 | Kanamicin                   | Kanamycin                   |
| A07AA09 | Vankomicin                  | Vancomycin                  |
| A07AA10 | Colistin                    | Colistin                    |
| A07AA11 | Rifaximin                   | Rifaximin                   |
| A07AA51 | Neomicin kombinációban      | Neomicin kombinációban      |
| A07AA54 | Sztreptomicin kombinációban | Sztreptomicin kombinációban |

### A07ABSzulfonamidok
| A07AB02 | Ftalilszulfatiazol    | Phthalylsulfathiazole | Phthalylsulfathiazolum |
| A07AB03 | Szulfaguanidin        | Sulfaguanidine        | Sulfaguanidinum        |
| A07AB04 | Szukcinilszulfatiazol | Succinylsulfathiazole | Succinylsulfathiazolum |

### A07ACImidazol-származékok
| A07AC01 | Mikonazol | Miconazole |

### A07AX Egyéb bélfertőtlenítők
| A07AX01 | Broxikinolin | Broxyquinoline |               |
| A07AX02 | Acetarzol    | Acetarsol      |               |
| A07AX03 | Nifuroxazid  | Nifuroxazide   | Nifuroxazidum |
| A07AX04 | Nifurzid     | Nifurzide      |               |

## A07B 	Bélben ható adszorbensek

### A07BAAktív szén készítmények
| A07BA01 | Orvosi szén               | Medicinal charcoal        |
| A07BA51 | Orvosi szén kombinációban | Orvosi szén kombinációban |

### A07BC Egyéb bélben ható adszorbensek
A07BC01 Pectin
A07BC02 Kaolin
A07BC03 Crospovidone
A07BC04 Attapulgite
A07BC05 Diosmectite
A07BC30 Combinations
A07BC54 Attapulgite, combinations

## A07D  	Bélmotilitást csökkentő szerek

### A07DABélmotilitást csökkentő szerek
| A07DA01 | Difenoxilát           | Diphenoxylate         | Diphenoxylati hydrochloridum                              |
| A07DA02 | Ópium                 | Opium                 | Opium crudum                                              |
| A07DA03 | Loperamid             | Loperamide            | Loperamidi hydrochloridum, Loperamidi oxidum monohydricum |
| A07DA04 | Difenoxin             | Difenoxin             |                                                           |
| A07DA05 | Loperamid-oxid        | Loperamide oxide      | Loperamidi oxidum monohydricum                            |
| A07DA52 | Morfin kombinációk    | Morfin kombinációk    |                                                           |
| A07DA53 | Loperamid kombinációk | Loperamid kombinációk |                                                           |

## A07E  	Bélre ható gyulladásgátló szerek

### A07EALokálisan ható kortikoszteroidok
| A07EA01 | Prednizolon   | Prednisolone   | Prednisolonum, Prednisoloni acetas, Prednisoloni natrii phosphas, Prednisoloni pivalas                                |
| A07EA02 | Hidrokortizon | Hydrocortisone | Hydrocortisonum, Hydrocortisoni acetas, Hydrocortisoni hydrogenosuccinas                                              |
| A07EA03 | Prednizon     | Prednisone     | Prednisonum |
| A07EA04 | Betametazon   | Betamethasone  | Betamethasonum, Betamethasoni acetas, Betamethasoni dipropionas, Betamethasoni natrii phosphas, Betamethasoni valeras |
| A07EA05 | Tixocortol    | Tixocortol     | |
| A07EA06 | Budezonid     | Budesonide     | Budesonidum |
| A07EA07 | Beklometazon  | Beclometasone  | Beclometasoni dipropionas (anhydricus), Beclometasoni dipropionas monohydricus                                        |

### A07EB Allergia elleni szerek, kivéve a kortikoszteroidokat
| A07EB01 | Kromoglicinsav | Cromoglicic acid |

### A07EC Aminoszalicilsav és hasonló szerek
| A07EC01 | Szulfaszalazin | Sulfasalazine |                      |
| A07EC02 | Meszalazin     | Mesalazine    |                      |
| A07EC03 | Olszalazin     | Olsalazine    | Olsalazinum natricum |
| A07EC04 | Balszalazid    | Balsalazide   |                      |

## A07F Hasmenést gátló mikroorganizmusok

### A07FA Hasmenést gátló mikroorganizmusok
A07FA01 Lactic acid producing organisms
A07FA02 Saccharomyces boulardii
A07FA51 Lactic acid producing organisms, combinations

## A07X Egyéb hasmenést gátló gyógyszerek

### A07XA Egyéb hasmenést gátló gyógyszerek
A07XA01 Albumin tannate
A07XA02 Ceratonia
A07XA03 Calcium-vegyületek
A07XA04 Racecadotril
A07XA51 Albumin tannate, combinations